# Gustav Haug
Gustav Haug (* 30. November 1871 in Straßburg; † 22. April 1956 in St. Gallen) war ein schweizerischer Komponist sowie Dirigent.

## Leben
Der gebürtige Straßburger Gustav Haug erhielt seine musikalische Ausbildung am Städtischen Konservatorium seiner Heimatstadt, bevor er 1895 eine Stelle als Musiklehrer in Rorschach antrat. 1899 wurde er zum Organisten sowie Chefdirigenten in Gais im Kanton Appenzell Ausserrhoden bestellt, 1904 wechselte er in gleicher Funktion nach St. Gallen, dort lehrte er seit 1912 zusätzlich an der Knaben-Realschule. Gustav Haug füllte von 1907 bis 1920 die Position des Kantonaldirektors des Appenzeller, von 1928 bis 1937 jene des St. Gallener Kantonalsängervereins aus.
Das kompositorische Werk Gustav Haugs umfasst eine Reihe von Chorwerken, teils mit Orchesterbegleitung, darunter Schweizergebet. Gustav Haug gab eine Liedersammlung unter dem Titel Alpenrosen sowie Übungen für den Schulgesangsunterricht heraus.